# História de Santa Lúcia
Santa Lúcia é um país situado em uma ilha localizada ao norte da Venezuela e de Trinidad e Tobago, no Mar do Caribe, teve início quando os primeiros habitantes chegaram em balsas, por volta do século III. Depois de muitas disputas entre os conquistadores europeus, o país terminou sob o domínio do Reino Unido, que outorgou-lhe a independência em 1979.

## Os primeiros habitantes
Os primeiros povoadores de Santa Lúcia foram os índios taínos, que chegaram por mar provenientes do norte da América do Sul, entre entre os séculos III e século V|V. A partir do século IX, os taínos foram dominados e assimilados por outra etnia da região, os caribes.
A descoberta Europa|européia da ilha de Santa Lúcia é relativamente vaga, e os primeiros europeus devem ter chegado à ilha entre o final do século XV e o princípio do século XVI. Foi provavelmente descoberta por volta de 1500, pelo explorador Espanha|espanhol Juan de la Cosa.
Devido à importância de seu porto em Castries, a ilha foi intensamemente disputada entre os séculos XVI e XVII, trocando de bandeira de posse por 14 vezes entre o governo da França e do Reino Unido, sendo que este último obteve a sua posse definitiva em 1814.

## Domínio britânico
A partir de 1838, Santa Lúcia foi administrada pelos britânicos que viviam em Barbados e, posteriormente, a partir de 1885, pelos que viviam na ilha de Granada.
No início do século XX, os habitantes de Santa Lúcia começaram a buscar uma maior autodeterminação para a colônia e, em  1924, conseguiram eleger seus primeiros representantes num conselho legislativo local. Embora todos os adultos tivessem conquistado o direito de voto em 1951, a ilha foi uma província da Federação das Índias Ocidentais entre 1958 e 1962. Em 1967, passou a fazer parte da Commonwealth e, doze anos depois, em 22 de fevereiro de 1979, Santa Lúcia obteve a sua independência.

## A origem do nome do país
Os índios que habitavam a ilha quando os primeiros europeus chegaram, chamavam-na de "Iouanalao". O missionário dominicano Pere Raymond Breton que, por volta de 1650 compôs um dicionário de língua ameríndia, traduziu esse nome com o significado de "lá onde a iguana é achada" (there where the oguana is found).
Quando os caribenhos pretenderam vender a ilha aos barbados|barbadianos, em 1663, o nome que eles usavam era "Hewanorra". O historiador Douglas Taylor, então, concluiu que o nome era de origem arawak e não de origem do Caribe.
Em 1502, um grupo de marinheiros franceses que aportaram na ilha, nomearam-na posteriormente de Virgin-Mártir de Syracuse, "Santa Alousie". Esse nome continuou a ser usado pelos cronistas franceses que estiveram na região durante os séculos XVII e Século XVIII|XVIII, respectivamente. Embora uma pequena variação, "Santa Alouzie" também é encontrada em anotações náuticas francesas de 1624 e 1628.
Em um globo do Vaticano de 1502 constava para a ilha o nome "Santa Lucia"; em um mapa Espanha|espanhol de 1529 constava "Saint Luzia" e, uma cédula espanhola de 1511 mostrava o nome "Sancta Lucia" como possessão da Coroa (monarquia)|coroa espanhola.
Apesar da incerteza sobre a origem do nome, os santa-lucenses decidiram celebrar o 13 de dezembro, dia de Santa Lúcia de acordo com o Catolicismo Romano, como o seu Dia Nacional.